# Эскобар, Алехандра
Мария Алехандра Эскобар Герреро (исп. María Alexandra Escobar Guerrero; род. 17 июля 1980) — эквадорская тяжелоатлетка, призёр чемпионатов мира, участница пяти летних Олимпийских игр. Дважды была знаменосцем сборной Эквадора на церемонии открытия Олимпиад.

## Карьера
Родители Алехандры Эскобар не могли обеспечить свою дочь, поэтому она выросла в семье тёти Луизы Маркес. Её дочь Аделия привлекла Александру к занятиям тяжёлой атлетикой, для которой это стало возможностью вырваться из бедности.
Уже спустя несколько месяцев после начала тренировок Эскобар пробилась в состав сборной Эквадора. В 2001 году на чемпионате мира в Турции она завоевала бронзовую медаль в сумме двоеборья, а в толчке завоевала малую золотую медаль.
В 2004 году Эскобар впервые попала на Олимпиаду, а также была выбрана знаменосцем сборной Эквадора на церемонии открытия. В весовой категории до 58 кг эквадорская штангистка подняла в сумме 215 кг (95+120) и заняла седьмое место.
В 2007 году Алеханда выиграла Панамериканские игры в Рио-де-Жанейро и отобралась на Олимпиаду, где второй раз ей была отведена роль знаменосца сборной. В рамках соревнований Эскобар подняла 223 кг (99+124) и лишь в последней неудачной попытке поднять 127 кг проиграла бронзовую медаль, став пятой.
В 2010 году Эксобар стала сильнейшей на Южноамериканских играх в Медельине, а через год защитила звание сильнейшей на Панамериканских играх. На своей третьей Олимпиаде эквадорская спортсменка подняла в сумме 226 кг и стала девятой.
В 2013 году завоевала вторую медаль на чемпионатах мира, став во Вроцлаве второй в весовой категории до 58 кг.